# Seerhein
Seerhein (betyder Sø-Rhinen) er en 4,3 kilometer lang flod ved Bodensøen. Seerhein ligger mellem Obersee og Untersee, der er hhv den store og den lille del af Bodensøen. Vandspejlet i Untersee ligger ca 30 cm lavere end i Obersee. 
Seerhein er i realiteten en del af Rhinen, som har sit tilløb i Bodensøens østlige ende nær byen Hard i Østrig og løber fra søen (Untersee) ved Stein am Rhein i Schweiz i Bodensøens sydvestlige hjørne.
Seerheins vestligste halvdel danner grænse mellem Tyskland og Schweiz, mens den østlige del af floden løber igennem den tyske by Konstanz.
47°40′N 9°10′Ø / 47.67°N 9.17°Ø